# Patriot (California’s Great America)
Patriot im Vergnügungspark California’s Great America (Santa Clara, Kalifornien, USA) ist eine Stahlachterbahn vom Modell Floorless Coaster des Herstellers Bolliger & Mabillard, die am 9. März 1991 eröffnet wurde. Ursprünglich fuhr sie unter dem Namen Vortex und war ein Stand-Up Coaster. Nach Iron Wolf in Six Flags Great America war sie die zweite Achterbahn des Herstellers und zugleich auch der zweite Stand-Up Coaster des Herstellers. Zur 2017er Saison wurde die Bahn von einer Stand-Up- zu einer Floorless-Achterbahn umgebaut und zugleich in den Namen Patriot umbenannt.

## Züge
Patriot besitzt zwei Züge mit jeweils sieben Wagen. In jedem Wagen können vier Personen (eine Reihe) Platz nehmen. Als Rückhaltesystem kommen Schulterbügel zum Einsatz.